# Pararhodia
Pararhodia is een geslacht van vlinders van de familie nachtpauwogen (Saturniidae), uit de onderfamilie Saturniinae.

## Soorten
- P. daviesorum Lemaire, 1979
- P. gyra (Rothschild & Jordan, 1905)
- P. meeki (Jordan, 1908)
- P. rotalis U. Paukstadt, L. Paukstadt & Suhardjono, 1992
- P. setekwa D'Abrera, 1998